# Barye Phillips
Pour les articles homonymes, voir Phillips.
Barye Winchell Phillips, né en 1924 et décédé en 1969, est un peintre et illustrateur de pulp magazine américain.

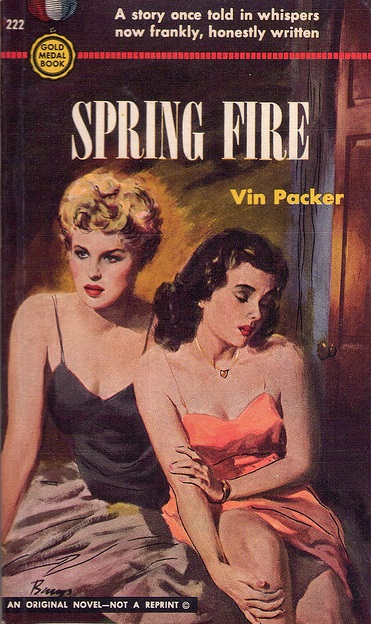
Couverture de Spring Fire

## Biographie
Il signait ses œuvres Baryé, parfois BP.